# Международный женский теннисный турнир в Канберре

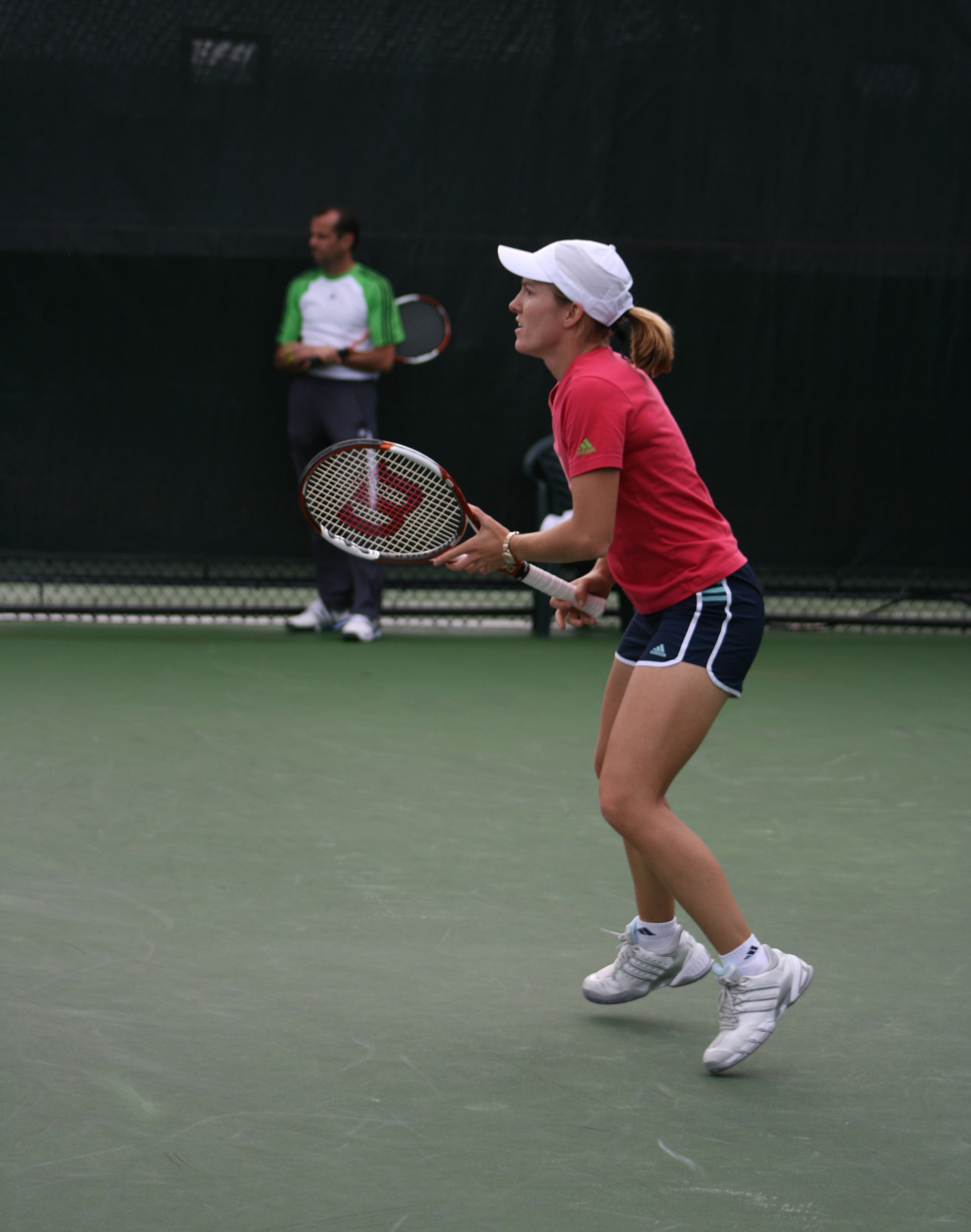
Жюстин Энен из Бельгии — одна из чемпионок самого первого турнира в Канберре.

Международный женский теннисный турнир в Канберре — профессиональный женский теннисный турнир, проходивший под эгидой WTA и Австралийской теннисной федерации в 2001—2006 годах. Соревнование игралось на открытых кортах с хардовым покрытием.

## История турнира
Турнир организован в 2001-м году как дополнительное соревнование женского тура на неделе, предшествующей главному турниру этого отрезка сезона — Australian Open.
Соревнование проводилось в течение шести лет, после чего было отменено. За это время лишь Татьяне Гарбин удалось дважды достичь финала этого турнира (оба паза в парном соревновании и оба же раза была одержана победа).
Сам по себе примечателен одиночный турнир 2005 года — волею случая победительница соревнований Ана Иванович сыграла по ходу пути к титулу два матча с одной и той же соперницей: сначала в финале отбора, а затем в финале основного турнира (куда соперница будущей первой ракетки мира попала как «лаки-лузер»).

### Изменения призового фонда
| Годы      | Размер фонда |
| --------- | ------------ |
| 2001      | 170 000 USD  |
| 2002-2005 | 110 000 USD  |
| 2006      | 145 000 USD  |

## Финалы прошлых лет

### Одиночные турниры
| Год                                               | Чемпион                 | Финалист            | Счёт финала    |
| ------------------------------------------------- | ----------------------- | ------------------- | -------------- |
| Richard Luton Properties Canberra International   |                         |                     |                |
| 2006                                              | Анабель Медина Гарригес | Чо Юн Джон          | 6-4 0-6 6-4    |
| Richard Luton Properties Canberra Women’s Classic |                         |                     |                |
| 2005                                              | Ана Иванович            | Мелинда Цинк        | 7-5 6-1        |
| Canberra Women’s Classic                          |                         |                     |                |
| 2004                                              | Паола Суарес            | Сильвия Фарина Элия | 3-6 6-4 7-6(5) |
| 2003                                              | Меганн Шонесси          | Франческа Скьявоне  | 6-1 6-1        |
| 2002                                              | Анна Смашнова           | Тамарин Танасугарн  | 7-5 7-6(2)     |
| Canberra International                            |                         |                     |                |
| 2001                                              | Жюстин Энен             | Сандрин Тестю       | 6-2 6-2        |

### Парные турниры
| Год  | Чемпионы                        | Финалисты                              | Счёт финала |
| ---- | ------------------------------- | -------------------------------------- | ----------- |
| 2006 | Марта Домаховска Роберта Винчи  | Клер Каррен Лига Декмейере             | 7-65 6-3    |
| 2005 | Татьяна Гарбин (2) Тина Крижан  | Габриэла Навратилова Михаэла Паштикова | 7-5 1-6 6-4 |
| 2004 | Елена Костанич Клодин Шоль      | Каролин Денен Лиза Макши               | 6-4 7-6(3)  |
| 2003 | Татьяна Гарбин Эмили Луа        | Дая Беданова Динара Сафина             | 6-3 3-6 6-4 |
| 2002 | Нанни де Вильерс Ирина Селютина | Саманта Ривз Адриана Серра Дзанетти    | 6-2 6-3     |
| 2001 | Николь Арендт Ай Сугияма        | Нанни де Вильерс Аннабель Эллвуд       | 6-4 7-6(2)  |